# Zdravý rozum
Výraz zdravý rozum (či prostý rozum atd.) se v češtině používá jako ekvivalent latinského výrazu sensus communis, tj. obecné smýšlení (řecky ϰοινὴ αἴσθησις koiné aísthesis, angl. common sense, fr. bon sens), označující filosofický princip počítající s rozumem (smýšlením), vycházející z praktických soudů a hodnocení, postavených na empirii (zkušenosti). Tento soud musí být bez vlivu vědomostí a znalostí získaných studiem či školním vzděláním a který je přirozený všem lidem. Má však sklon k zjednodušování, schematismu a dogmatismu, jelikož není podložen kritickým myšlením. Je naopak ovlivněn prostředím, ve kterém jsme žili a žijeme – výchovu, školou, prací, přáteli, médii, která pravidelně odebíráme atd. Zdravý rozum tedy závisí na názoru člověka, který jím argumentuje. Zdravý rozum využívají více lidé věřící v náboženství, kdežto analytické myšlení charakterizuje nevěřící.
V češtině mají podobný význam i spojení selský rozum,[nenalezeno v uvedeném zdroji] kterým se označují prosté realistické úvahy. Tento prostý rozum je nadřazen rozumovému poznání, avšak selhává při hodnocení a představách věcí, s kterými nemáme každodenní přímou zkušenost, jako například obecná teorie relativity anebo kvantová mechanika, které prostému rozumu odporují, jsou ale vnitřně konzistentní a obecně uznávané. Lidé se zdravého rozumu s oblibou dovolávají, když chtějí prosadit svoje názory a mohou argumentovat pouze empirickými zkušenostmi.
V psychologii a sociologii bývá tento pojem v některých situacích užíván v původním smyslu jako „vox populi“, tj. hlas lidu, na který je dobré nahlížet pro jeho racionálně empirické jádro, v jiných situacích spíše s důrazem na negativně hodnotící problematický soud, který vychází z povrchní empirie a staví si svůj základ na předsudcích, pověrách apod.

## Historie pojmu „Sensus communis“
První použití výrazu „sensus communis“ (zdravý rozum) pochází nejpravděpodobněji z Aristotelova (384 př. n. l. – 322 př. n. l.) pojednání O duši (De anima). Autor zde popisuje, jak se vnímání ze smyslových senzorů (prvotné) promítá na celkové vnímání reality.  Podotýká, že i když se živočichové (většina) a lidé řídí pěti základními smysly (zrak, čich, chuť, hmat, sluch), zpracování a chápání těchto vjemů nebývá stejné. 
Navíc se zamýšlí nad tím, že každý smysl je sice orientovaný jen na určité vjemy (např. zrak na barvy – schopnost oddělit černou od bílé), ale živočichové a lidé dokáží tyto smysly rozeznávat, anebo kombinovat – nejen že rozeznají bílou od černé (stále otázka zraku), ale uvědomí si, že je objekt bílý a sladký (otázka zraku a chutě). Dochází k závěru, že toto srovnání, ke kterému dochází na základě porovnání dojmů či symbolů je proveditelné díky „Sensus communis“ – zdravému rozumu.
Zdravý rozum je tedy podle Aristotela mezikrokem mezi smyslovým poznáním a rozumem (který je schopný porovnávat i morálku).
Ačkoli se tedy tímto pojmem zabýval již Aristotelés, který ho považoval, spolu s ostatními smysly, za předpoklad poznání, zpopularizování tohoto pojmu je nicméně připisováno až Jamesovi Beattiemu, který tento výraz použil ve své eseji „An Essay on The Nature and Immutability of Truth In Opposition to Sophistry and Scepticism“ (1770), která se ve své době stala často čtenou.
Na Aristotelovo pojetí navázali v 18. století filosofové skotské školy v čele s Thomasem Reidem (často označovaným jako „filosof zdravého rozumu“), kteří zavedli tento pojem do filosofie. V zdravém rozumu viděli vrozenou schopnost všech lidí, iracionální a intuitivní zdroj základních a evidentních pravd a předpoklad poznání a pramene jistoty o existenci Boha. Vnímali zdravý rozum jako původní informace lidského vědomí, které vysvětlují ostatní fakta vědomí a to bez využití smyslů. Jde především o proces poznání. Později mezi tyto schopnosti zařazují další vrozený princip – mravní smysl, tj. schopnost rozeznávat dobro a zlo. Filosofové skotské školy dále dovozovali, že co se příčí zdravému rozumu, vede na scestí a k chybným závěrům. Takovéto pojetí vznikalo a sloužilo jako opozice k racionalismu Réné Descarta, skepticismu Davida Humeho a Johna Locka a subjektivnímu idealismu George Berkeleye.
Immanuel Kant, který kritizoval přílišné protežování zdravého rozumu, v něm neviděl jeden ze smyslů, ale princip soudnosti.

## Zdravý rozum a sociologie
Sociologie má ke zdravému rozumu blíže, než je tomu u věd jako fyzika, chemie, biologie, astronomie či geologie, které zdravému rozumu nedůvěřují nebo na jejich otázky nedokáže odpovědět. Sociologie totiž vychází ze zkušenosti obyčejných lidí, kterým zdravý rozum umožňuje ve společnosti přiměřeně reagovat a žít tak lépe.
Dalším rozdílem je i to, že jevy zkoumané výše zmíněnými vědami, nejsou nijak formulovány předem, a čekají na vědce, který je vymezí a definuje. Zdravý rozum naopak vysvětluje sociologické termíny ještě před jejich samotným zkoumáním.
Hranice mezi sociologickým myšlením a zdravým rozumem však mohou být nejasné. Aby nebylo možné zpochybňovat suverenitu sociologie, je nutné vytyčit jednotlivé rozdíly:
1) „Zodpovědný diskurs“ – Na rozdíl od zdravého rozumu je v sociologii nutné rozlišovat mezi ověřitelnými a neověřitelnými výroky. Sociolog je povinen zdržet se zavádějících výkladů založených na jeho osobních přesvědčení či domněnkách. Zároveň však musí být otevřený kritice a umožnit ostatním posoudit jeho vědecké poznání.
2) „Rozsah pole, ze kterého se čerpá materiál k úsudku“ – Úkolem sociologa je pozvednout se nad individuální rámec a shromáždit poznatky z více tzv. životních okruhů. Vzniká tak složitá síť vzájemných vazeb a závislostí, z níž je možné vyvodit neúplnost individuálních zkušeností. Sociologické poznání tedy nabízí něco navíc, co zdravý rozum nabídnout nedokáže.
3) „Přístup k osmyslnění lidské reality“ (způsob, kterým si odůvodňujeme příčiny) – Zdravý rozum vysvětluje záměry činů ostatních na základě činů vlastních (ze zkušenosti). Na druhou stranu, sociologie vychází z tzv. konfigurací, tedy složitých sítí vztahů a závislostí.
4) „Oddůvěrňování důvěrného“ – Zdravý rozum má tendenci považovat určitou skutečnost za samozřejmou a zcela jasnou, jestliže se s ní již mnohokrát setkal – není zde žádná zvědavost. Sociologové však „oddůvěrňují důvěrné“, zkoumají tyto každodenní problémy, o kterých by obyčejného člověka nikdy nenapadlo přemýšlet. „Sociologie, zůstávajíc v neustálém a úzkém styku se zdravým rozumem, chce překonat jeho omezenost; snaží se otevřít možnosti, které má zdravý rozum přirozenou tendenci uzavírat. Obrací se k našemu společnému poznání, jež jsme získali zdravým rozumem, zpochybňuje a provokuje zavedené jistoty, a tak nás může inspirovat a povzbudit k přehodnocení naší zkušenosti.“

### Názory některých sociologů
Sociolog Robert K. Merton nepřeceňoval společenské vědy. Nemyslel si, že by jejich poznatky mohly změnit běžné jednání členů společnosti, aby bylo racionálnější. Ti se podle něho budou řídit vždy věděním zdravého rozumu. Cílem sociologie je ukazovat souvislosti, které zpochybní jednoduché předpoklady zdravého rozumu.
Zdravý rozum lze najít například i v Garfinkelově pojmu reflexivity. Lidé běžně jednají tak, aby utvrdili svůj názor na svět. Současně ukazují ostatním své jednání jako podložené zdravým rozumem. Naopak etnometodologie (analýza každodenních sociálních interakcí) ve výzkumu neužívá zdravý rozum k objevení jeho podstaty.

### Názor Karla Poppera
Rakouský filozof, Karl Popper, o selském rozumu řekl: „Ti, kteří dávají přednost poznání zdravým rozumem, si právem myslí, že vědecké poznání může být jen rozšířené poznání zdravým rozumem, a myslí si také, chybně, že poznání zdravým rozumem lze analyzovat snáze.“ . Zkušenost totiž ukazuje, že tzv. zdravý selský rozum nás často může dovést k zcela nelogickému výsledku či chování, a to právě proto, že jsme vnitřně přesvědčeni o jeho neomylnosti, zatímco o „vědeckých“ otázkách a priori pochybujeme a vyžadujeme jejich ověřování. Popper však nepopírá možnost dospět ke správnému výsledku zdravým rozumem: „Popírám, že by nejvýznamnější a nejvíce vzrušující problémy epistemologie musely zůstávat zcela neviditelné těm, kteří se omezují na analýzu běžného poznání, poznání zdravým rozumem nebo na formulaci v běžném jazyce.“ . Jen požaduje následný vědecký důkaz. Zároveň přiznává, že vědeckou metodou je lze studovat snadněji než poznáním pomocí zdravého rozumu.